# Kazimierz Babian
Kazimierz Babian, ros. Казимир Андреевич Бабьян (ur. 13 lutego?/25 lutego 1895 we wsi Porostach, zm. 28 kwietnia 1965 w ZSRR) – Polak, generał brygady Wojska Polskiego, generał major służb kwatermistrzowskich Armii Czerwonej.

## Życiorys
Urodził się w guberni wileńskiej w polskiej rodzinie. Ukończył dwie klasy szkoły techniczno-drogowej, następnie był uczniem ślusarskim i ślusarzem w Północno-Zachodniej Kolei Żelaznej w Tallinie. W maju 1915 powołany do rosyjskiej armii, skończył szkołę podoficerską w 158. Zapasowym pułku piechoty jako plutonowy. 21 kwietnia 1918 został młodszym dowódcą Armii Czerwonej – dowódcą plutonu piechoty. Wstąpił do Rosyjskiej Komunistycznej Partii (bolszewików) i walczył w wojnie domowej w Rosji na Froncie Północno-Zachodnim. W 1927 skończył Szkołę Dowódców Piechoty jako dowódca kompanii, a potem dowódca batalionu i komendant pułkowej szkoły młodszych oficerów. W latach 30. był m.in. kwatermistrzem 17 Samodzielnej Dywizji. 19 lipca 1938 został aresztowany przez NKWD, wyrokiem z 25 lutego 1939 uwolniony od zarzutów; zrehabilitowany 26 lipca 1999 przez prokuraturę obwodu omskiego.
Walczył w czasie agresji Niemiec na ZSRR, m.in. w obronie Moskwy jako członek sztabu na przełomie lat 1941/1942. Dowódca WHS 18 korpusu strzeleckiego Armii Czerwonej. We wrześniu 1943 skierowany został z Armii Czerwonej do nowo formowanego 1 Korpusu Polskich Sił Zbrojnych w ZSRR, tam od 1944 na stanowisku Głównego Kwatermistrza. 3 listopada 1944 Krajowa Rada Narodowa mianowano go generałem brygady WP. Po sformowaniu 1 Armii WP przeszedł na stanowisko Głównego Kwatermistrza tej jednostki. Następnie pełnił funkcję zastępcy dowódcy Korpusu Bezpieczeństwa Wewnętrznego do spraw gospodarczych. W 1946 roku powrócił do ZSRR.

## Awanse
- 3 listopada 1944 – generał brygady
- 11 lipca 1945 – generał major służb kwatermistrzowskich (Armia Czerwona)

## Ordery i odznaczenia
- Krzyż Komandorski z Gwiazdą Orderu Odrodzenia Polski (24 maja 1946)[2]
- Krzyż Komandorski Orderu Odrodzenia Polski
- Krzyż Oficerski Orderu Odrodzenia Polski
- Order Krzyża Grunwaldu III klasy (11 maja 1945)[3]
- Złoty Krzyż Zasługi (16 lipca 1946)[4]
- Order Lenina (ZSRR, 21 lutego 1945)
- Order Czerwonego Sztandaru (ZSRR)
- Order Wojny Ojczyźnianej I stopnia (ZSRR, dwukrotnie: 23 marca 1945, 11 lipca 1945[5])
- Medal „Za wyzwolenie Warszawy” (ZSRR)
- Medal „Za zwycięstwo nad Niemcami w Wielkiej Wojnie Ojczyźnianej 1941–1945” (ZSRR)
- Medal „Za zdobycie Berlina” (ZSRR)
- Medal jubileuszowy „XX lat Robotniczo-Chłopskiej Armii Czerwonej” (ZSRR, 1939)